# کارل فیشر

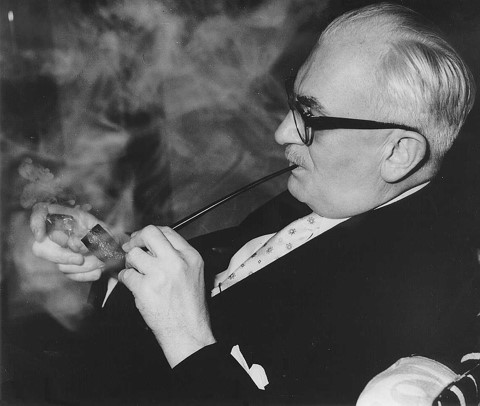
تصویری از کارل فیشر

کارل فیشر (آلمانی: Karl Fischer (chemist)؛ ۲۴ مارس ۱۹۰۱ – ۱۶ آوریل ۱۹۵۸) یک شیمی‌دان اهل آلمان بود.